# Albori (Vietri sul Mare)
Albori (con pronuncia Àlbori) è la frazione più piccola di Vietri sul Mare. È uno dei centri abitati che fanno parte dell'associazione I borghi più belli d'Italia. L'etimologia del suo nome potrebbe derivare dal latino Arbor che significa albero.

## Geografia fisica
Questo piccolo borgo, distante 2 km circa dal centro di Vietri sul Mare, sorge a 264 metri s.l.m. all'interno di un'insenatura che si sporge proiettandosi sulla costiera amalfitana. È praticamente sospeso tra il mare della costiera e il bosco del monte Falerio ed è caratterizzato da vicoletti e case che sono state costruite in pietra e calce con tetti fatti di tegole napoletane in una conformazione strategica, ovvero in difesa dagli arabi creando un piazzale dove gli abitanti si ritrovano. L'origine del borgo è marinara infatti le case sono dipinte con colori vivaci per permettere ai naviganti di individuare la propria casa al loro rientro. Il borgo si veste a festa in tre momenti dell'anno: Festa Patronale di Santa Margherita che ricorre il 20 luglio; Albori Estate con spettacoli musicali tra luglio ed agosto; Presepe Vivente nel periodo natalizio.
Il suo asse viario principale è via Capodimuro che oltre ad attraversarlo quasi per intero lo collega con la vicina Raito (dalla quale dista pochi metri) e con Vietri.
Nell'ottava edizione del programma televisivo della RAI "Il Borgo dei Borghi" che ha visto competere 20 borghi italiani, uno per regione, Albori si è classificato al quarto posto.

## Monumenti e luoghi d'interesse
L'attrattiva principale di Albori è la sua particolare posizione; altro punto di interesse è la chiesa parrocchiale dedicata a santa Margherita di Antiochia che si trova al centro del borgo ed è arricchita nel suo interno da affreschi della scuola napoletana, di cui faceva parte il decoratore barocco Francesco Solimena (1657-1747).Del territorio di Albori fa parte anche Marina D'albori,piccola spiaggetta tra gli scogli.
Un altro luogo di interesse è il Centro di Studi Salernitani, centro di documentazione storica sulla Scuola medica salernitana situato all'interno di Villa Guariglia.
Il Museo della Ceramica allestito nella torretta di Villa Guariglia raccoglie reperti di ceramica di Vietri dal Settecento alla prima metà del Novecento. Le ceramiche di Vietri sono caratterizzate da una pasta vetrosa policroma decorata con motivi dell'arte islamica; si diffusero dal Medioevo e commercializzate in tutto il Mediterraneo, sostenevano l'economia locale anche nel Cinquecento quando erano frequenti gli attacchi dei Turchi. La svolta decisiva nella loro storia si ebbe nel periodo tra le due Guerre Mondiali quando cominciarono ad affermarsi le leggi razziali; molti tedeschi ebrei trovarono rifugio in costiera amalfitana offrendo opere d'arte in cambio di un tetto; da allora la ceramica vietrese assorbì la cultura ebraica, si determinò un miscuglio di tradizioni che portò alla creazione di prodotti artigianali unici. Per creare piatti, vasi, piastrelle l'argilla viene lavorata al tornio, poi cotta al forno e successivamente viene fatta una smaltatura.
Altra caratteristica del borgo sono i suoi vicoli, molti dei quali sono sormontati da volte.

## Economia
L'economia di Albori si basa prevalentemente sul turismo (sono presenti attività di ristorazione e agriturismi) e sull'agricoltura, dedita principalmente alla coltivazione di agrumi.

## Galleria d'immagini

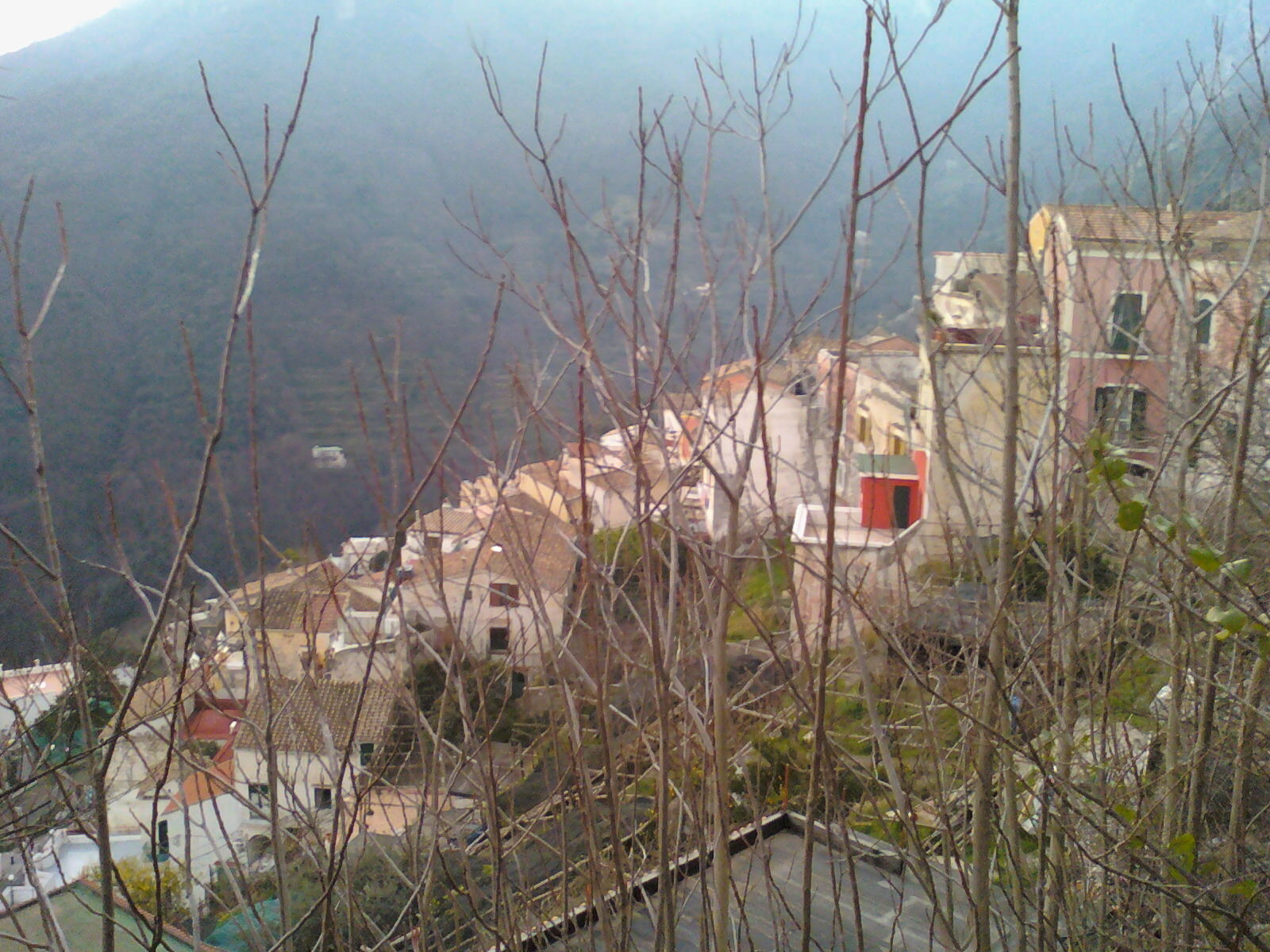
Veduta di Albori
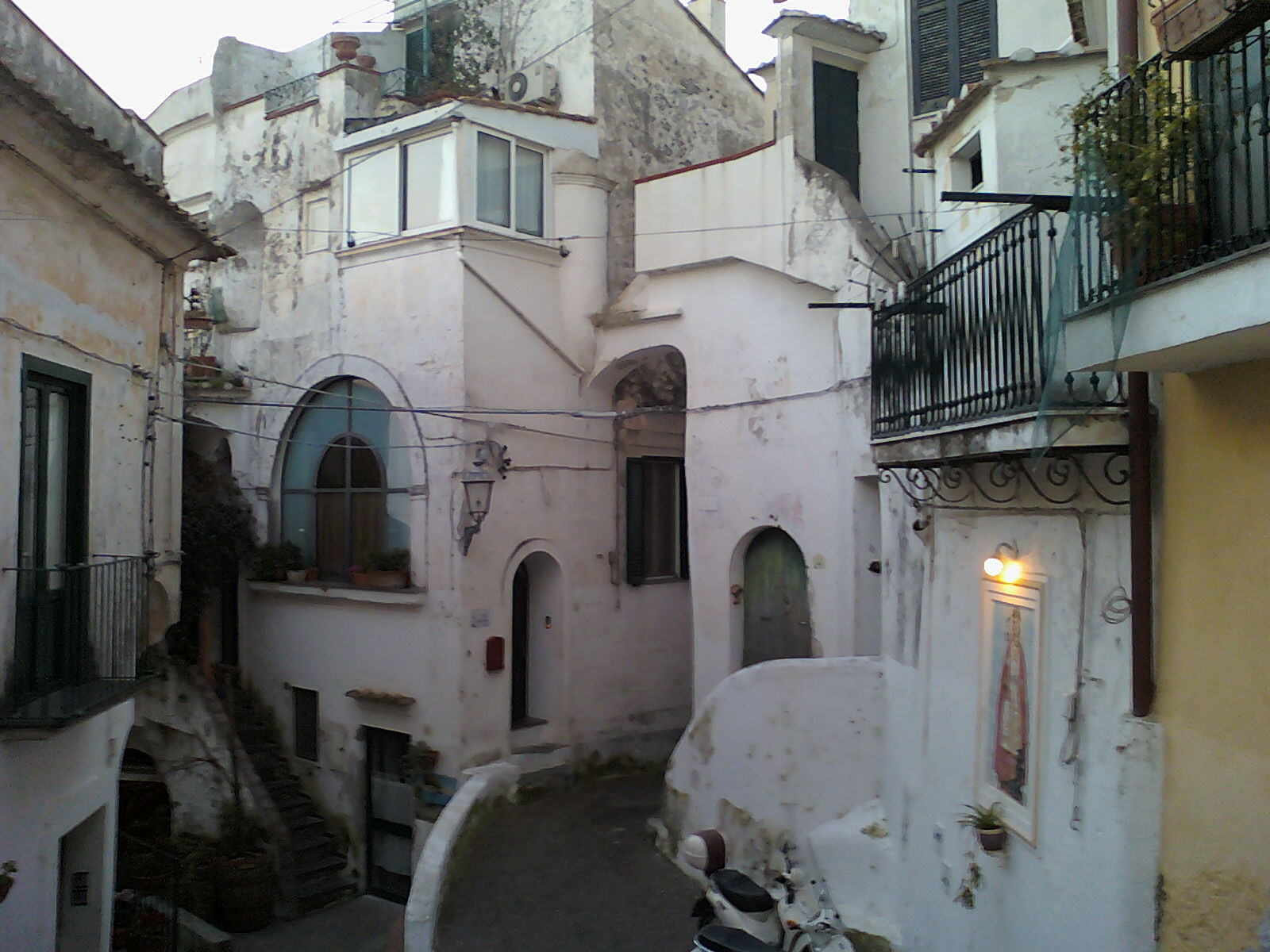
Via Capodimuro
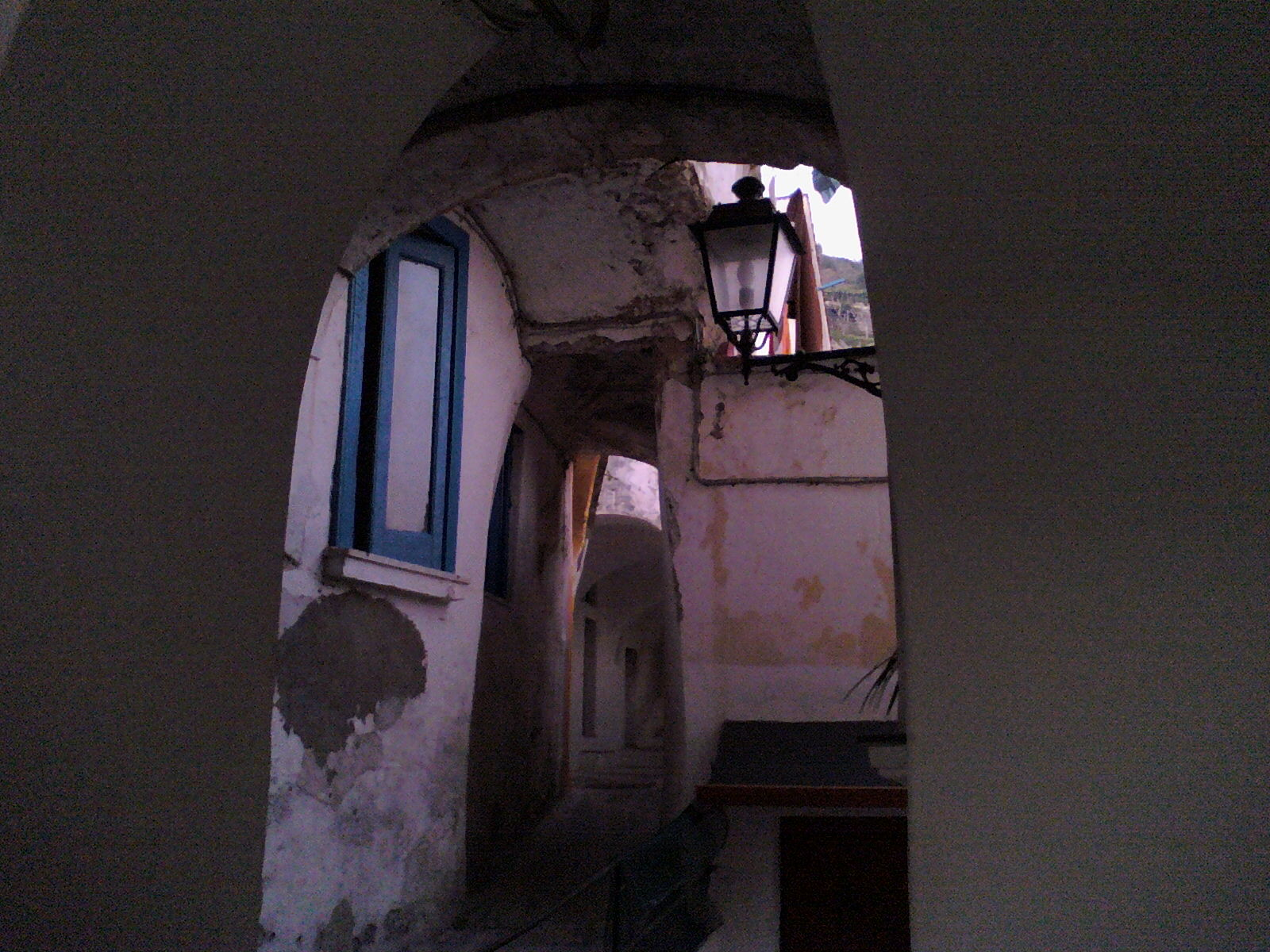
Via Lavatoio
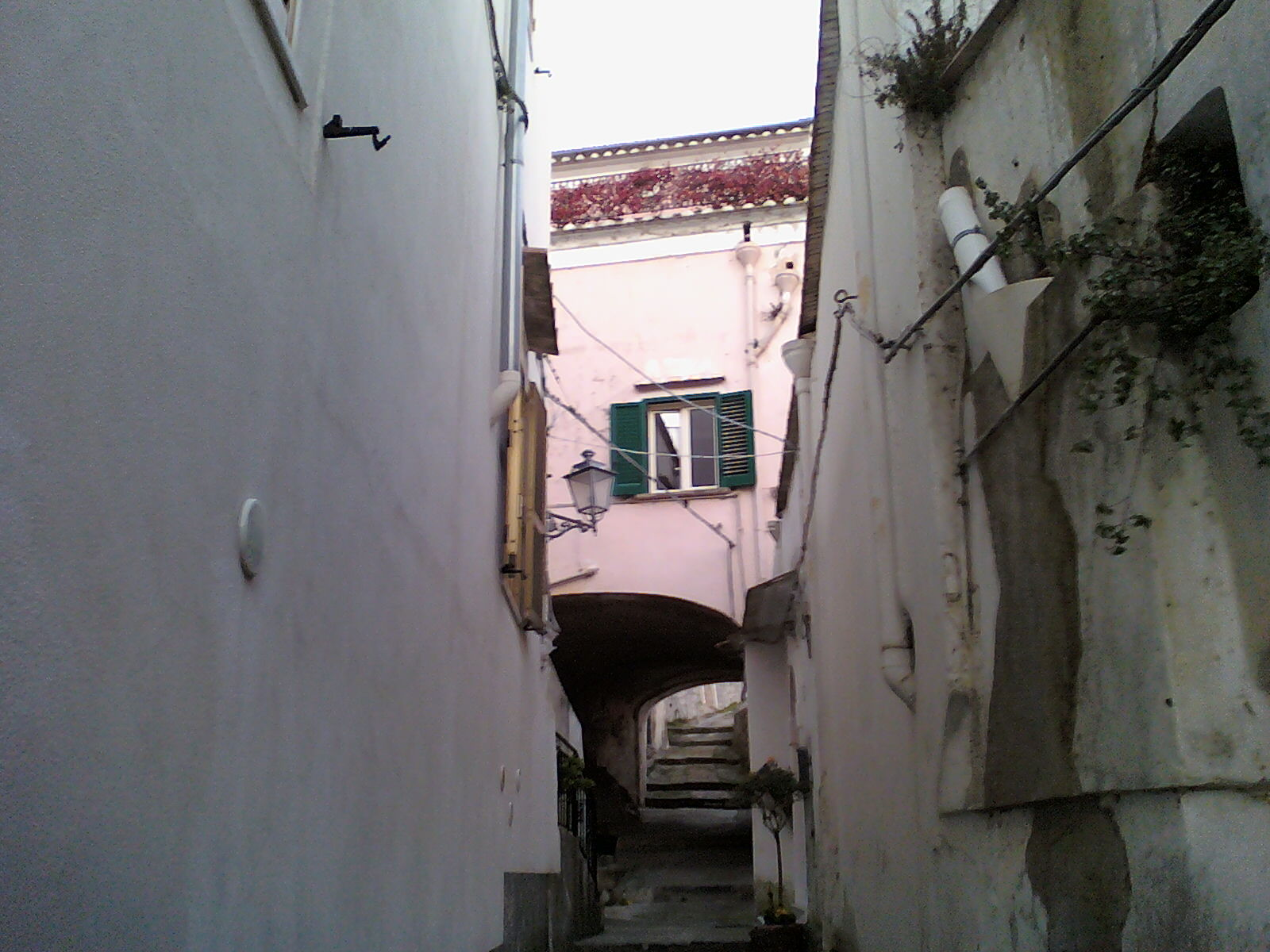
Via Piliero
Chiesa parrocchiale
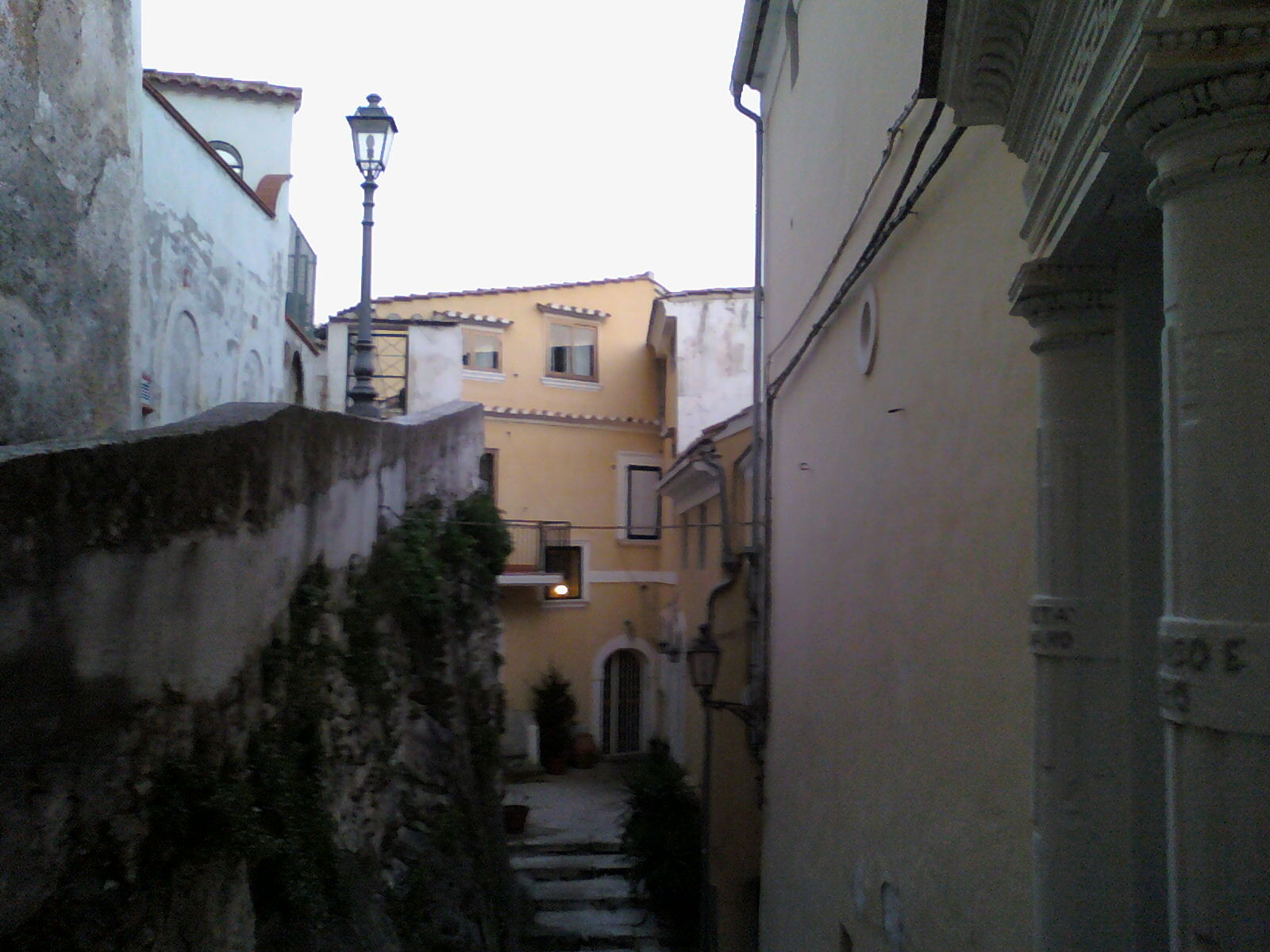
Scorcio di Albori
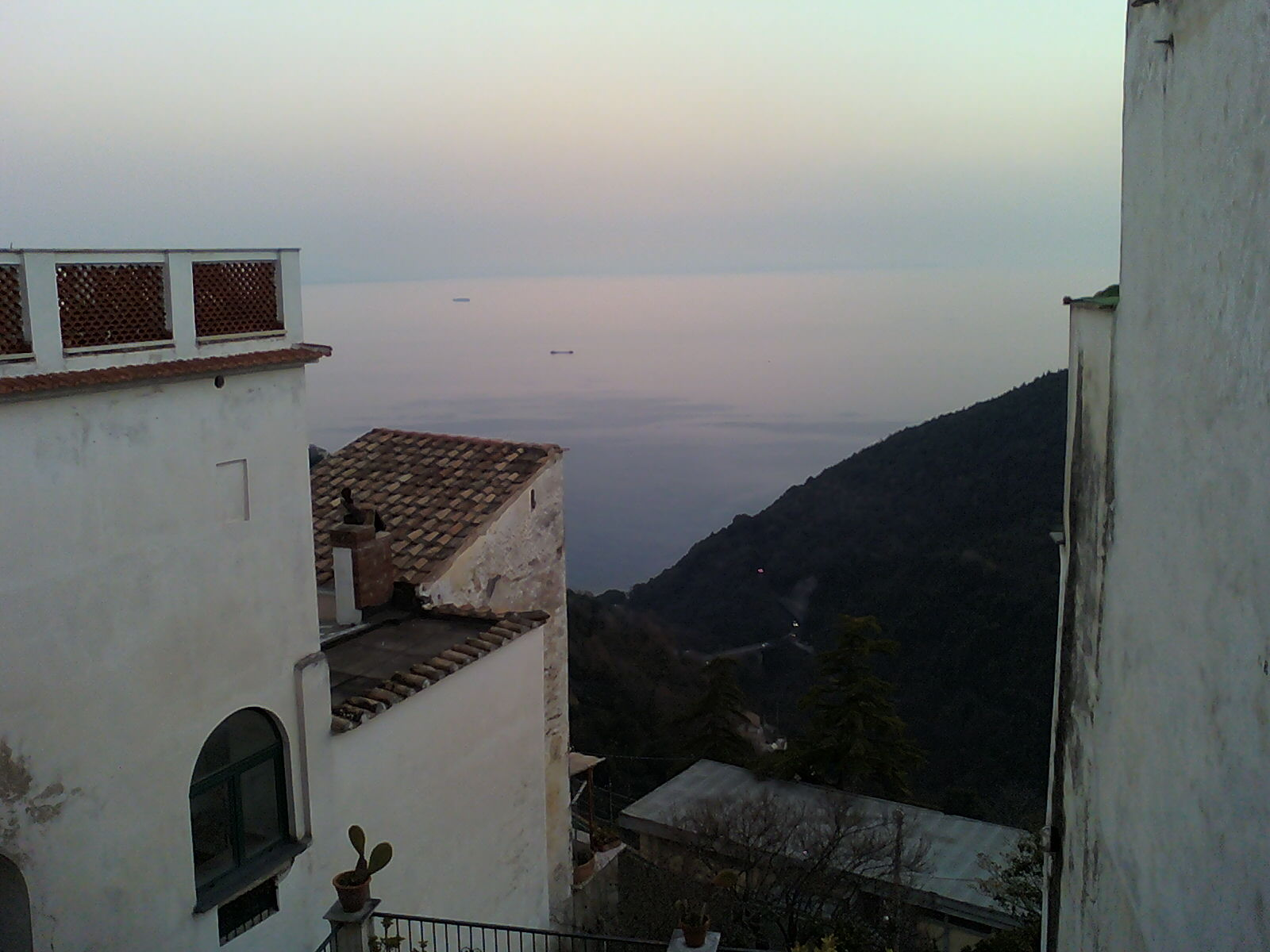
Scorcio della costiera amalfitana e del mar Tirreno al tramonto da Albori